# 加藤周
加藤 周（かとう しゅう、1976年1月??日 - ）は、日本の数学者。京都大学大学院理学研究科数学教室教授。
専門は幾何学的表現論、代数解析・数理物理。量子群やヘッケ代数の研究に幾何学的手法を用いて多くの業績を上げた。

## 人物
1976年東京生まれ、1994年麻布学園高等学校卒業、1998年3月東京大学理学部数学科卒業2000年3月東京大学大学院数理科学研究科修士課程修了。2003年3月同博士課程修了、博士号を取得。2003年4月から2007年3月まで４年間のポスドク研究員・非常勤講師歴を経て、2007年4月京都大学数理解析研究所助教、2010年1月京都大学大学院理学研究科数学教室准教授、2019年11月 同教授。量子群とヘッケ代数の幾何学的研究を進め、多重パラメータに対する古典型アフィン・ヘッケ代数の表現論を完成させた。
また、2020年頃からはループ空間の幾何学と表現論、特に半無限旗多様体の研究を進め、旗多様体の量子K群の有限性予想の解決などの業績をあげ、2022年の国際数学者会議では関連テーマについて招待講演を行っている。

## 職歴
- 2003年 4月：日本学術振興会特別研究員(PD)
- 2006年 4月：東京大学大学院数理科学研究科拠点形成特認研究員(PD)
- 2006年 4月：拓殖大学非常勤講師
- 2007年 4月：京都大学数理解析研究所助教
- 2010年 1月：京都大学大学院理学研究科数学教室准教授
- 2019年11月：同教授

## 業績
- Exotic Deligne–Langlands 対応の研究
- 量子群とヘッケ代数の幾何学的研究
- Lam-Li-Mihalcea-Shimozono予想の解決
- 旗多様体の量子K群の有限性予想の解決

## 顕彰・招待講演
- 2011年 建部賢弘賞（特別賞） 日本数学会[9]
- 2013年 科学技術分野の文部科学大臣表彰(若手科学者賞)[10]
- 2015年 代数学賞 日本数学会[11]
- 2022年 ICM 2022 Virtual 招待講演者[12]